# Bathylagus tenuis
Bathylagus tenuis är en fiskart som beskrevs av Kobyliansky, 1986. Bathylagus tenuis ingår i släktet Bathylagus och familjen Bathylagidae. Inga underarter finns listade.